# Parque nacional de los Montes Ruwenzori
El Parque Nacional de los Montes Ruwenzori es un parque nacional de Uganda, situado en los montes Ruwenzori. Se encuentra al oeste de Uganda, entre los lagos Alberto y Eduardo, en la frontera con la República Democrática del Congo. Fue creado en 1991 y en 1994 fue declarado Patrimonio de la Humanidad por la Unesco.

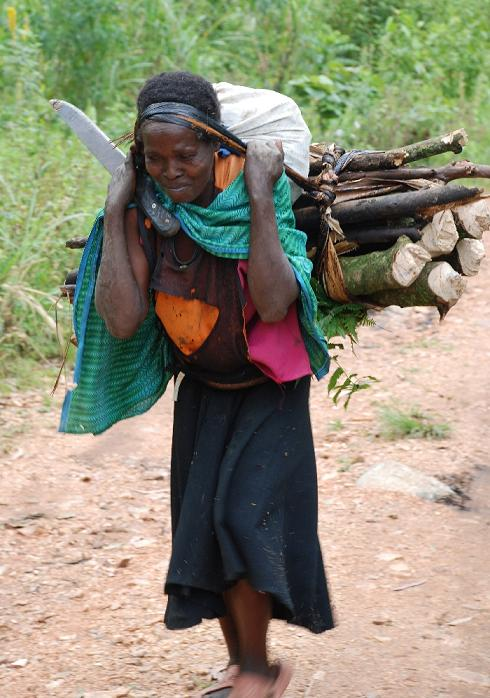
Mujer del Parque Nacional de los Montes Ruwenzori, Uganda

Ocupa 99.600 hectáreas, que contienen numerosas cascadas, lagos, glaciares, y el tercer pico más alto de África, el monte Stanley. El segundo pico de la región es el monte Speke.